# صبغي جسمي
يشير الصبغي الجسمي (أو الصبغي الجسدي) أو الرَّبيقَة صبغي لا جنسي أو ذاتي أو أوتوسوم أو كروموسوم جسدي (بالانجليزية Autosome) إلى جميع الصبغيات غير المرتبطة بالجنس. يملك كل إنسان 46 صبغي في كل خلية من خلايا جسمه عدا الخلايا الجنسية (النطفة والبويضة). تصطف الصبغيات الـ 46 في نواة كل خلية على شكل أزواج أي 23 زوج صبغي، تعدّ الأزواج الصبغية من 1 وحتى 22 صبغيات جسمية ، اما الزوج الصبغي 23 فهو الزوج صبغي جنسي أي أنه مرتبط بالجنس وهو الذي يحدد جنس الإنسان، فعند الرجل يكون هذا الزوج الصبغي XY وعند الأنثى يكون XX.
استخدم هذا المصطلح (صبغي جسمي) لأول مرة في عام 1906 من العالم توماس مونتغومري.
على النقيض من ذلك، يتكون زوج الووسوم من كروموسومين X في الإناث أو كروموسوم X واحد وكروموسوم Y واحد في الذكور. من المعروف حدوث مجموعات غير عادية من XYY أو XXY أو XXX أو XXXX أو XXXXX أو XXYY، من بين مجموعات سالومي الأخرى، [بحاجة للتوضيح] وعادةً ما تسبب تشوهات في النمو.
كما أن الصفات الوراثية المحمولة على الصبغيات الجسمية يمكن أن تكون صفة سائدة أو صفة متنحية وأيضا الصفات الوراثية الهجينة. وتسمى الصفة الوراثية المحمولة على الصبغيات الجسمية بالصفة وراثية غير مرتبطة بالجنس.
| Human chromosomes | Human chromosomes |
| --- | ----------------- |
| انثى(XX) | ذكر (XY)          |
| |                   |
| توضح هذه الصورة الصبغيات عند الرجل والمرأة. فيها نلاحظ أن الصبغيات عند الرجل والمرأة هي نفسها (صبغيات جسمية) ولكنها تختلف في الزوج الصبغي 23. فعند المرأة يتكون الزوج الصبغي من صبغيين متماثلين XX بينما عند الرجل يتكون هذا الزوج الصبغي من صبغيين متباينين XY |                   |

والصبغيات هي مثل الجينات لكن لا يمكن تغييرها لأنها وفق نظام أيدولوجيا معينة.
لا تزال الجسيمات الذاتية تحتوي على جينات التحديد الجنسي على الرغم من أنها ليست كروموسومات جنسية. على سبيل المثال، يقوم جين SRY الموجود على الكروموسوم Y بتشفير عامل النسخ TDF وهو أمر حيوي لتحديد جنس الذكر أثناء النمو. يعمل TDF عن طريق تنشيط جين SOX9 على الكروموسوم 17، وبالتالي فإن طفرات جين SOX9 يمكن أن تسبب نمو البشر الذين لديهم كروموسوم Y عادي كأنثى.
تم التعرف على جميع الجسيمات الذاتية البشرية ورسم خرائط لها عن طريق استخراج الكروموسومات من خلية تم احتجازها في الطور الاستوائي أو الطور الأولي ثم صبغها بنوع من الصبغة (الأكثر شيوعًا، جيمزا). عادةً ما يُنظر إلى هذه الكروموسومات على أنها مخططات كاريوجرامية لسهولة المقارنة. يمكن لعلماء الوراثة السريرية مقارنة مخطط حيوية الفرد بمخطط مرجعي لاكتشاف الأساس الوراثي الخلوي لأنماط ظاهرية معينة. على سبيل المثال، يُظهر مخطط الكاريوجرام لشخص مصاب بمتلازمة باتاو أنه يمتلك ثلاث نسخ من الكروموسوم 13. يمكن لمخطط الكاريوجرام وتقنيات الصبغ فقط اكتشاف الاضطرابات واسعة النطاق في الكروموسومات - الانحرافات الصبغية الأصغر من بضعة ملايين من الأزواج الأساسية لا يمكن رؤيتها عمومًا على كاريوجرام.